# Yellow Dragon Stadium
Yellow Dragon Stadium (chiń. 黄龙体育场; pinyin Huánglóng Tǐyùchǎng) – wielofunkcyjny stadion w Hangzhou, w Chinach. Został otwarty w 2000 roku. Może pomieścić 52 357 widzów. Swoje spotkania rozgrywa na nim drużyna Hangzhou Nabel Greentown. Obiekt był jedną z aren piłkarskich Mistrzostw Świata kobiet w 2007 roku. Rozegrano na nim siedem spotkań fazy grupowej oraz jeden półfinał turnieju.